# Liste der Bau- und Bodendenkmale im Landkreis Uckermark

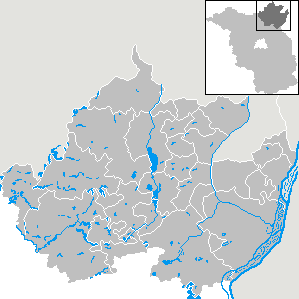
Karte des Landkreises Uckermark

Die Liste der Bau- und Bodendenkmale im Landkreis Uckermark  enthält die Kulturdenkmale (Bau- und Bodendenkmale) im Landkreis Uckermark. Grundlage der Einzellisten sind die in den jeweiligen Listen angegebenen Quellen. Die Angaben in den einzelnen Listen ersetzen nicht die rechtsverbindliche Auskunft der zuständigen Denkmalschutzbehörde.

## Aufteilung
Wegen der großen Anzahl von Kulturdenkmalen im Landkreis Uckermark ist diese Liste in Teillisten nach den Städten und Gemeinden aufgeteilt.
| Stadt/Gemeinde           | Karte | Denkmallisten                 | Bild eines Denkmals |
| ------------------------ | ----- | ----------------------------- | ------------------- |
| Angermünde               |       | - Baudenkmale - Bodendenkmale |                     |
| Brüssow                  |       | - Baudenkmale - Bodendenkmale |                     |
| Gartz (Oder)             |       | - Baudenkmale - Bodendenkmale |                     |
| Lychen                   |       | - Baudenkmale - Bodendenkmale |                     |
| Prenzlau                 |       | - Baudenkmale - Bodendenkmale |                     |
| Schwedt/Oder             |       | - Baudenkmale - Bodendenkmale |                     |
| Templin                  |       | - Baudenkmale - Bodendenkmale |                     |
| Boitzenburger Land       |       | - Baudenkmale - Bodendenkmale |                     |
| Nordwestuckermark        |       | - Baudenkmale - Bodendenkmale |                     |
| Uckerland                |       | - Baudenkmale - Bodendenkmale |                     |
| Carmzow-Wallmow          |       | - Baudenkmale - Bodendenkmale |                     |
| Göritz                   |       | - Baudenkmale - Bodendenkmale |                     |
| Schenkenberg (Uckermark) |       | - Baudenkmale - Bodendenkmale |                     |
| Schönfeld (Uckermark)    |       | - Baudenkmale - Bodendenkmale |                     |
| Casekow                  |       | - Baudenkmale - Bodendenkmale |                     |
| Hohenselchow-Groß Pinnow |       | - Baudenkmale - Bodendenkmale |                     |
| Mescherin                |       | - Baudenkmale - Bodendenkmale |                     |
| Tantow                   |       | - Baudenkmale - Bodendenkmale |                     |
| Gerswalde                |       | - Baudenkmale - Bodendenkmale |                     |
| Flieth-Stegelitz         |       | - Baudenkmale - Bodendenkmale |                     |
| Milmersdorf              |       | - Baudenkmale - Bodendenkmale |                     |
| Mittenwalde (Uckermark)  |       | - Baudenkmale - Bodendenkmale |                     |
| Temmen-Ringenwalde       |       | - Baudenkmale - Bodendenkmale |                     |
| Gramzow                  |       | - Baudenkmale - Bodendenkmale |                     |
| Grünow (bei Prenzlau)    |       | - Baudenkmale - Bodendenkmale |                     |
| Oberuckersee (Gemeinde)  |       | - Baudenkmale - Bodendenkmale |                     |
| Randowtal                |       | - Baudenkmale - Bodendenkmale |                     |
| Uckerfelde               |       | - Baudenkmale - Bodendenkmale |                     |
| Zichow                   |       | - Baudenkmale - Bodendenkmale |                     |
| Pinnow (Uckermark)       |       | - Baudenkmale - Bodendenkmale |                     |